# Cemil Turan
Cemil Turan (Istanboel, 1 januari 1947) is een voormalig voetballer uit Turkije. Hij was als professioneel voetballer onder andere werkzaam bij Istanbulspor en Fenerbahçe SK.
Voordat Turan furore maakte bij Fenerbahçe, was de spits tot 1968 actief bij Sarıyer GK. In 1968 werd hij overgenomen door stadgenoot Istanbulspor waar hij tot zomer 1972 voetbalde. Bij Fenerbahçe werd Turan drie keer kampioen van Turkije (in 1974, 1975 en 1978). Ook werd hij drie keer topscorer van de Süper Lig. In het seizoen 1973/74 scoorde Turan 14 keer, en zowel in 1975/76 als in het seizoen 1977/78 werd hij met 17 doelpunten topscorer.
Turan wordt nog steeds gezien als een van de beste aanvallers van Fenerbahçe en Turkije. Hij heeft in totaal 44 keer het shirt van het Turks voetbalelftal gedragen en scoorde in die 44 wedstrijden 19 keer. Alleen Lefter Küçükandonyadis (21) en Hakan Şükür (51) hebben vaker voor het Turks voetbalelftal gescoord dan Turan. Na het beëindigden van zijn voetbalcarrière in 1980 heeft Turan verschillende functies bekleed bij zowel Istanbulspor als Fenerbahçe. Tegenwoordig is hij coördinator van de sportinfrastructuur van Fenerbahçe.